# Barry Wilburn
Barry Todd Wilburn (Memphis, 9 dicembre 1963) è un ex giocatore di football americano statunitense che ha militato nel ruolo di cornerback nella National Football League (NFL) e nella Canadian Football League (CFL).
È figlio della velocista olimpica Margaret Matthews.

## Carriera
Wilburn fu scelto nel corso dell'ottavo giro (219º assoluto) del Draft NFL 1985 dai Washington Redskins. La sua miglior stagione da professionista fu quella del 1997 in cui guidò la squadra con 9 intercetti e partì come titolare nel Super Bowl XXII contro i Denver Broncos. Nella finalissima fece registrare altri 2 intercetti nella vittoria per 42-10. Wilburn si ritirò con 20 intercetti in carriera e 5 fumble recuperati. Vinse anche una Grey Cup nel 1994 come membro dei BC Lions, rendendolo uno dei dieci giocatori ad avere vinto sia il Super Bowl che il titolo canadese.
Wilburn detiene il record di franchigia dei Redskins per il più lungo ritorno su intercetto, segnando dopo un ritorno da 100 yard contro i Minnesota Vikings nel 1987.

## Palmarès
- Super Bowl : 1

Washington Redskins: XXII
- National Football Conference Championship: 1

Washington Redskins: 1987
- Grey Cup: 1

BC Lions: 1994